# Caligo sulana
Caligo sulana är en fjärilsart som beskrevs av Hans Fruhstorfer 1904. Caligo sulana ingår i släktet Caligo och familjen praktfjärilar. Inga underarter finns listade i Catalogue of Life.